# Wormaldia corvina
Wormaldia corvina är en nattsländeart som först beskrevs av Mclachlan 1884.  Wormaldia corvina ingår i släktet Wormaldia och familjen stengömmenattsländor. Inga underarter finns listade i Catalogue of Life.